# Monodora tenuifolia
Monodora tenuifolia Benth. – gatunek rośliny z rodziny flaszowcowatych (Annonaceae Juss.). Występuje endemicznie w Gwinei, Sierra Leone, Wybrzeżu Kości Słoniowej, Ghanie, Togo, Nigerii oraz Kamerunie. 

## Morfologia
Pokrój
LiścieMają podłużnie odwrotnie jajowaty kształt. Mierzą 15–20 cm długości oraz 4–4,5 cm szerokości. Nasada liścia jest zaokrąglona. Blaszka liściowa jest o tępym wierzchołku.
KwiatyDziałki kielicha mają owalnie lancetowaty kształt i dorastają do 5 cm długości. Płatki mają białawą barwę z czerwonymi plamkami.
OwoceMają jajowaty kształt. Osiągają 10 cm długości i 8,5 cm szerokości.
Gatunki podobneRoślina jest podobna do gatunku M. myristica.

## Biologia i ekologia
Rośnie w lasach.